# قلعه شمسی
قلعه شمسی روستایی است از توابع شهرستان بروجرد در استان لرستان. این روستا در دهستان همت‌آباد در بخش مرکزی این شهرستان قرار دارد. قلعه شمسی در کنار شهر بروجرد و در منطقه ولات نظامی قرار دارد. مردم این روستا اکثرا طوایف گودرزی، نظامی، موسیوند، سید، نصرالهی و فیالی که همگی جز ایل زیار یا زیودار هستند.

## جمعیت
بنابر سرشماری مرکز آمار ایران، جمعیت قلعه شمسی در سال ۱۳۹۵ برابر با ۷۲۹ نفر بوده‌است که از این میان ۲۲۵ نفر مرد و بقیه زن بوده‌اند. این روستا ۱۹۰ خانوار دارد.